# District de Kazungula

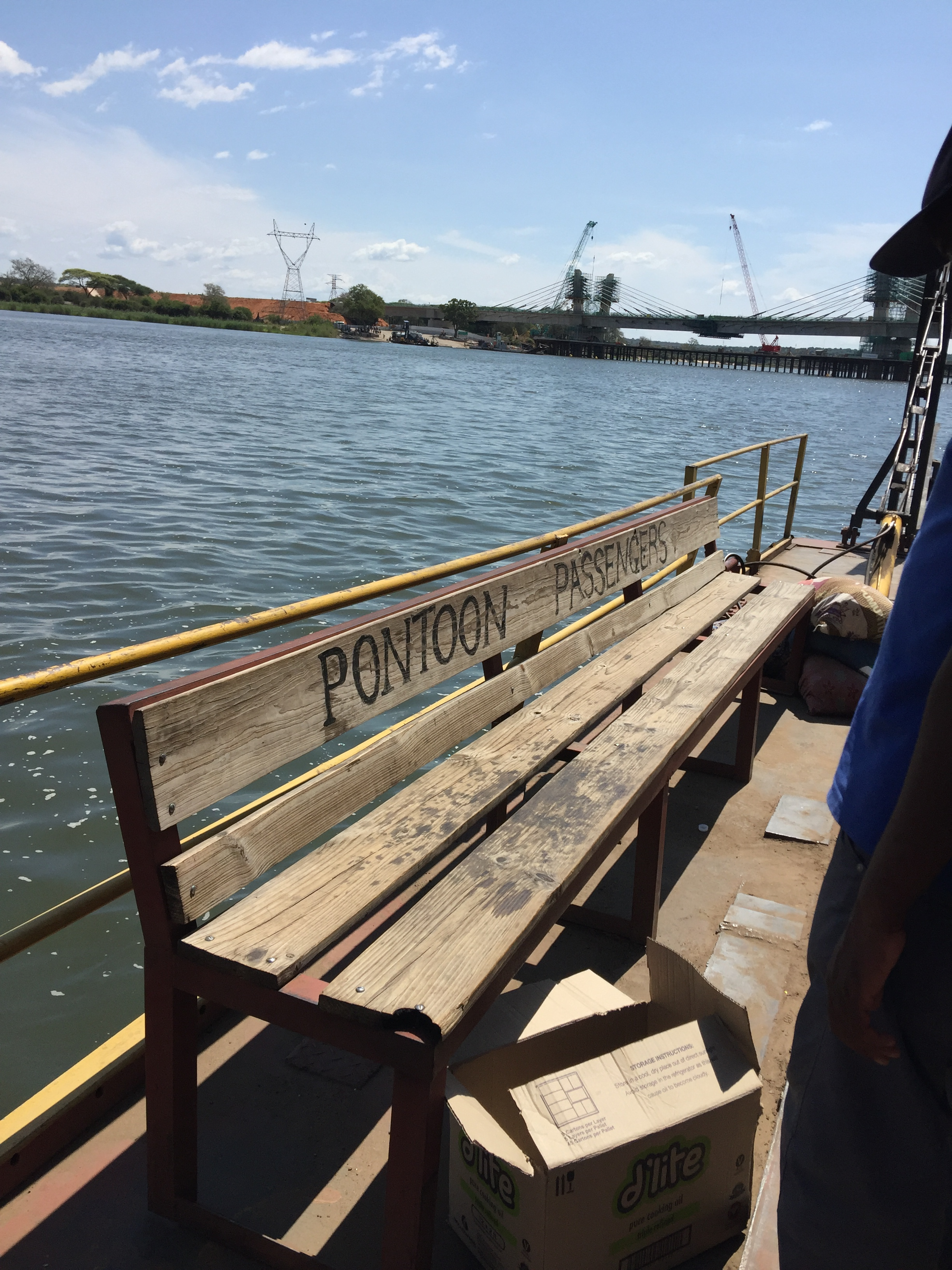
Pont passagers sur le ferry de Kazungula.

Le district de Kazungula est un district de Zambie, situé dans la Province Méridionale. Sa capitale se situe à Kalomo. Selon le recensement zambien de 2000, le district a une population de 68 265 personnes.